# Гей-порнография

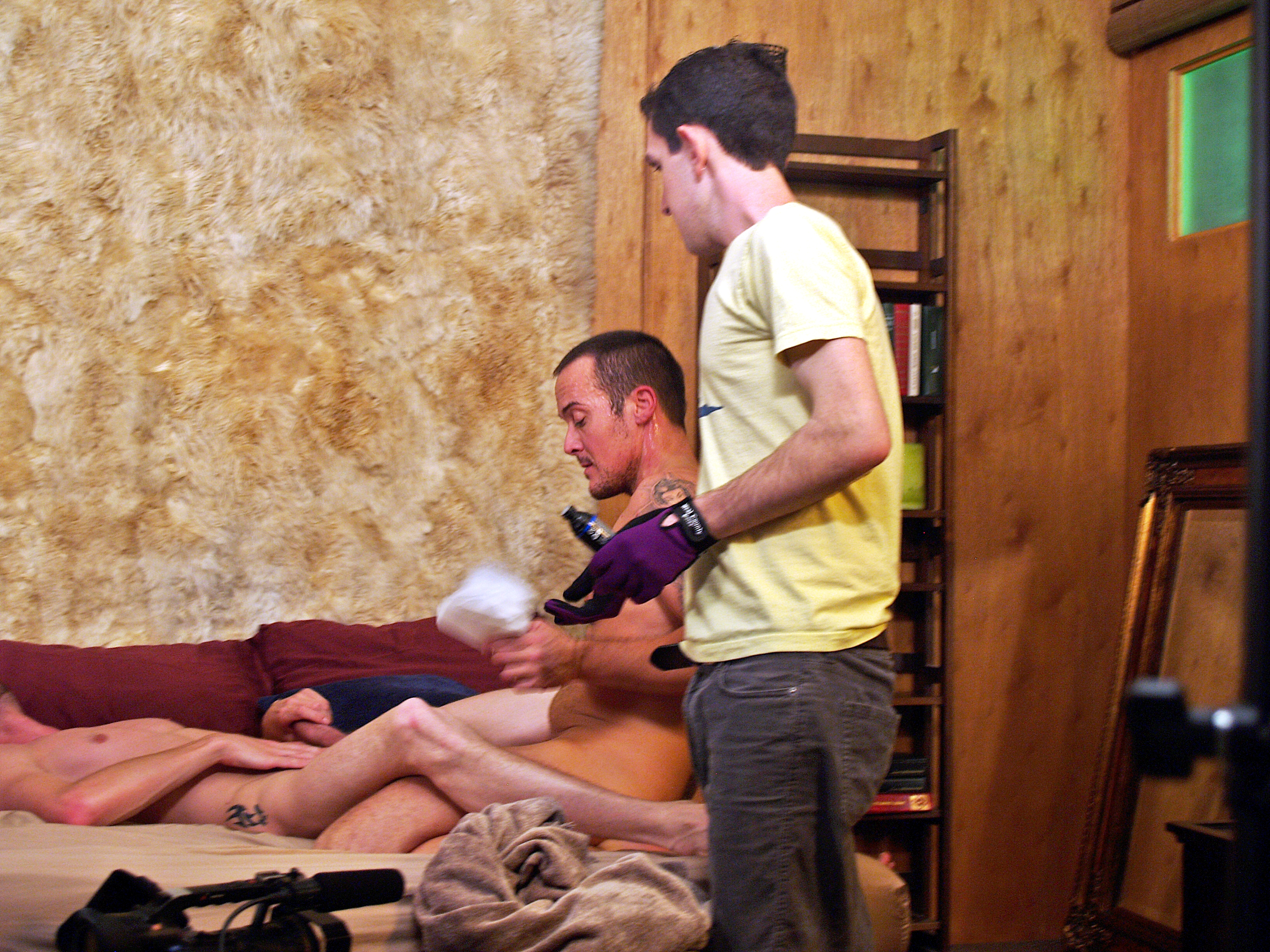
Съёмки гей-порно

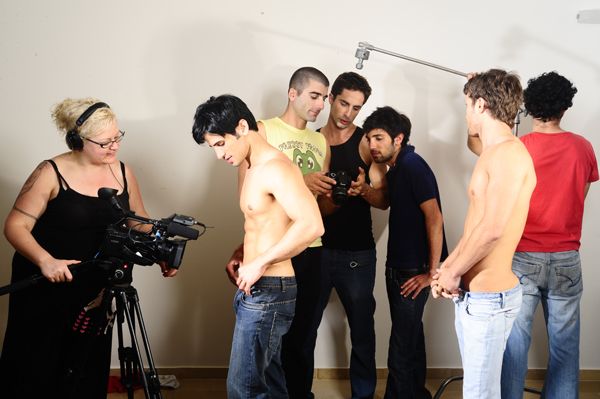
Съёмки фильма «Men of Israel» студии Lucas Entertainment

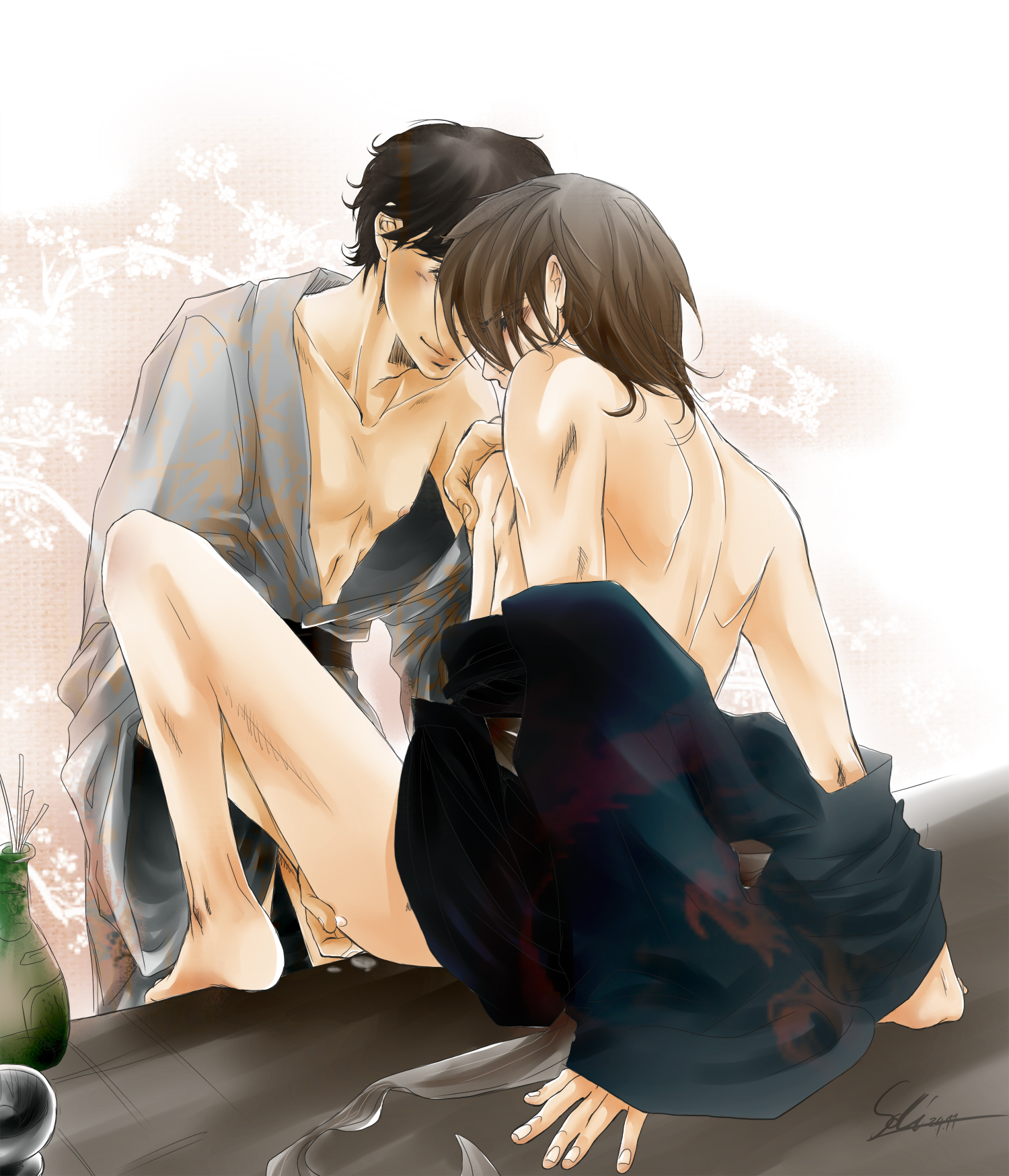
Сцена из яой-аниме

Гомосексуальная порнография, гей-порно — разновидность порнографии, представляющий изображение половых актов между мужчинами с целью сексуального возбуждения аудитории. Основными потребителями гей-порно являются гомосексуальные и бисексуальные мужчины, латентные гомосексуалы, гетеросексуальные и бисексуальные женщины.

## История развития гей-порноиндустрии
Производство гей-порнофильмов началось в 1970-е годы, когда некоторые студии стали выпускать порнографические фильмы гомосексуальной тематики для трансляции в так называемых секс-кинотеатрах — кинотеатрах, в которых можно было заниматься сексом.
В 1970-е годы также было основано множество порнографических журналов для геев, таких как «In Touch» и «Blueboy». Основанный в 1973 году женский журнал «Playgirl» также привлёк внимание геев из-за эротических снимков мужчин, публикующихся в журнале.
1980-е годы ознаменовались началом производства гей-порнофильмов на видео. Запись на видеокассету обходилась гораздо дешевле записи на киноплёнку. Кроме того, распространение видеомагнитофонов привело к тому, что порнографические фильмы стали легкодоступны в связи с падением цен на видеокассеты. Производимая видеопродукция в большинстве своём была малобюджетной и невысокого качества. Широкому распространению порнофильмов способствовала также начавшаяся эпидемия СПИДа, в результате чего безопаснее стало уединиться дома с порнокассетой, чем посещать секс-кинотеатры.
Пика развития гей-порноиндустрия достигла в 1990-е годы. Тогда началось производство порнофильмов различных жанров, ориентированное на различные категории зрителей: «домашнее порно», «армейское порно», «тюремное порно», порно с «медведями», порно с участием транссексуалов, этническое порно, костюмированные порнофильмы и другие. При этом съёмки порнофильмов стали не уступать по качеству фильмам других жанров: бюджеты на производство продукции увеличились, привлечение профессиональных операторов и техников повысило качество, появились знаменитые порноактёры.
XXI век ознаменовался для гей-порнографии весьма прибыльным временем. В сети стали появляться специализированные сайты, на которых размещаются не полнометражные фильмы, а порноролики различных жанров, содержащие лишь одну законченную сцену. Такие сайты ориентированы, как правило, на определённые вкусовые предпочтения зрителей: молодые парни, бодибилдеры, «медведи», офисное порно, «отец/сын», БДСМ, фистинг и т. д.
В Японии появился жанр анимационных фильмов гомосексуальной направленности — яой, пользующийся популярностью, в первую очередь, у гетеросексуальных женщин. Также в Японии зародилась субкультура гачимучи, основанная на серии низкобюджетных гей-порнофильмов.

## Bareback-секс в гей-порноиндустрии
В США и Европе гей-порно обычно снимается с использованием презервативов, в отличие от гетеросексуальной порнографии, в которой средства защиты — огромная редкость. Однако в последние годы и среди гомосексуальной порнографии растёт спрос на так называемое bareback-порно, которое стало практически отдельным жанром. Особенно в Европе, где до 60 % всех гей-порнофильмов относится к категории «bareback».
Обычно к съёмкам допускают только актёров со справками об анализах на ВИЧ, но подобной меры безопасности недостаточно, так как стандартные тесты на антитела к ВИЧ достоверны лишь через 3 месяца после последнего риска. Так, например, в 2007 году в Великобритании разгорелся скандал, когда несколько порноактёров были заражены ВИЧ-инфекцией во время съёмок фильма, хотя все актёры успешно прошли тест на ВИЧ.
Большое число bareback-порно также негативно сказывается на распространении незащищённого секса среди мужчин, практикующих секс с мужчинами.
В 2009 году американская организация AIDS Healthcare Foundation попыталась через суд обязать порноактёров использовать презервативы во время съёмок. Однако требование общественной организации было отвергнуто судом.

## Известные студии
- Channel 1 Releasing
- Falcon Entertainment
- Hot House Entertainment
- Jet Set Men
- Jon Sparta
- Nextdoorstudios
- Lucas Entertainment
- Lucas Kazan Productions
- Raging Stallion Studios
- Titan Media
- Bel Ami
- Cazzo Film
- Boy crush
- Cockyboys
- Men.com
- Helix Studios
- SeanCody.com
- Kink.com (также гей-порно)
- Sketchy Sex
- Fraternity X
- Men at Play
- Men Royale
- Active Duty
- TimTales
- Corbin Fisher
- Fuckermate
- Gyus in Sweatpants
- RealityDudes
- Family Dick
- Bromo